# Sesleria leucocephala
Sesleria leucocephala là một loài thực vật có hoa trong họ Hòa thảo. Loài này được DC. miêu tả khoa học đầu tiên năm 1805.